# Gamla stan
Gamla stan es el casco antiguo de Estocolmo en Suecia. Principalmente está constituido por la isla de Stadsholmen, pero se extiende asimismo sobre Riddarholmen y Helgeandsholmen. Se nombra a Gamla stan también como "la ciudad entre los puentes". El nombre significa literalmente "La ciudad vieja" (donde "stan" es una contracción de "staden"="la ciudad").

## Historia
Fue tomando forma en el siglo XIII y actualmente está formada por calles empedradas y callejuelas de estilo medieval. Los primeros habitantes de la ciudad eran de ascendencia alemana, y la arquitectura de Gamla stan tiene su influencia. Stortorget o la Plaza Mayor es un lugar pintoresco situado en el centro de Gamla stan. Aquí se ubican numerosos comercios, así como el viejo edificio de la Bolsa de Estocolmo (Börshuset) y la sede de la Academia Sueca. En este lugar ocurrió el Baño de sangre de Estocolmo en 1520, cuando miembros de la nobleza sueca fueron ejecutados por órdenes del rey danés Cristián II. La rebelión siguiente concluyó con la firma del fin de la Unión de Kalmar y el principio de la dinastía Vasa.

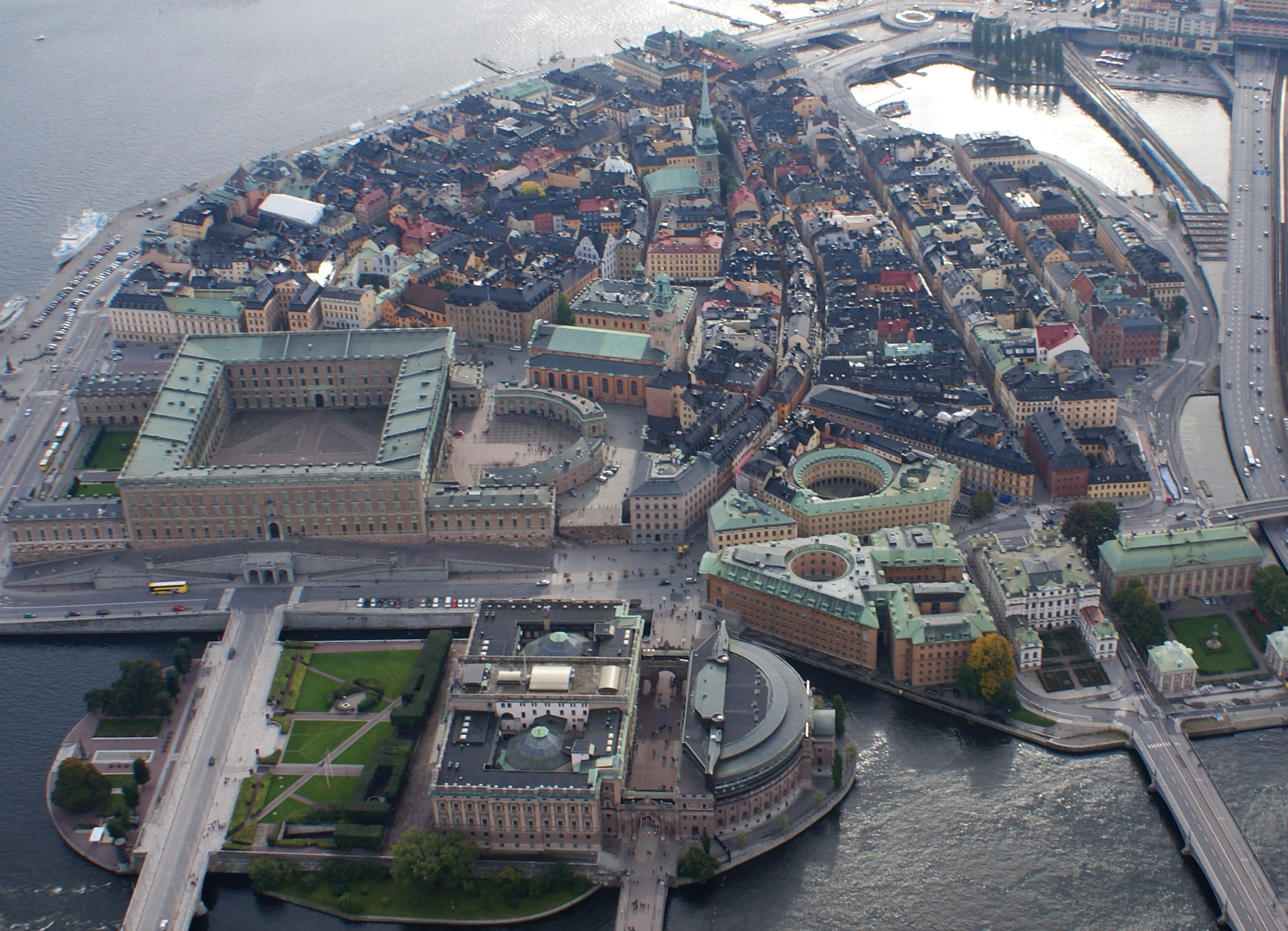
Vista aérea del Gamla stan

## Edificios y monumentos
Gamla stan alberga numerosos edificios históricos, religiosos y culturales, como el Museo Nobel, Riddarhuset o Casa de la Nobleza, la catedral de Estocolmo (Storkyrka), Riddarholmskyrkan, la iglesia Alemana de Estocolmo (Tyska kyrkan), pero sobre todo el Palacio Real, construido en el siglo XVIII sobre las ruinas del anterior palacio que se destruyó en un incendio.
Una estatua de San Jorge (Sankt Göran) aplastando al dragón, realizada por Bernt Notke, se halla cerca en la catedral. La iglesia de Riddarholm o Riddarholmskyrkan es la iglesia de entierro de la monarquía sueca.
Hasta recientemente Gamla stan se encontraba relativamente abandonada, y muchos de sus edificios históricos fueron demolidos. No obstante, en los últimos veinte años se ha convertido en un lugar turístico de importancia, gracias al encanto de su arquitectura de estilo medieval y renacentista.

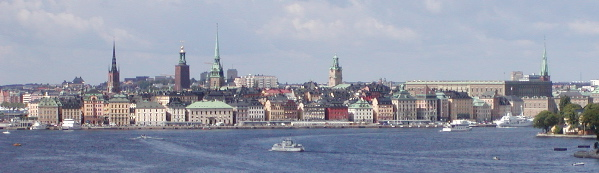
Una vista panorámica de Gamla stan detrás del puerto.